# Tetrastichus bureja
Tetrastichus bureja är en stekelart som beskrevs av Kostjukov 1995. Tetrastichus bureja ingår i släktet Tetrastichus och familjen finglanssteklar. Inga underarter finns listade i Catalogue of Life.